# 오보트리티

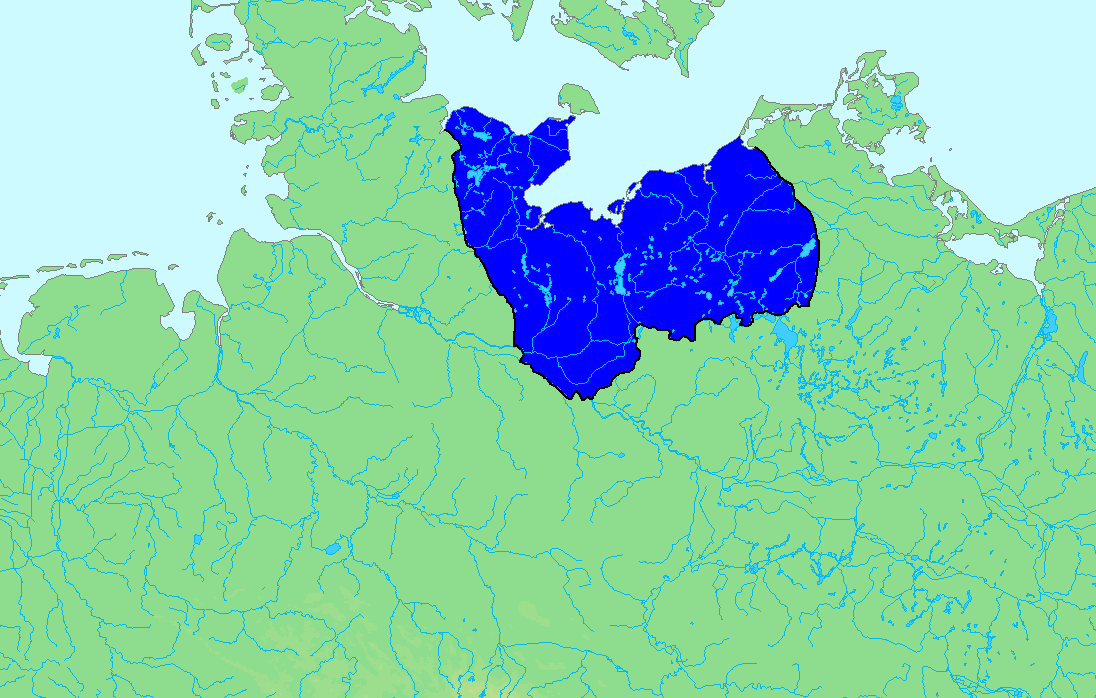
오보트리티의 판도

오보트리티(라틴어: Obotriti, Abodritorum, Abodritos…, 독일어: Abodriten)는 오늘날 독일 북부의 메클렌부르크 및 홀슈타인에 해당하는 지역에 살던 서슬라브계 부족(폴라비아 슬라브족)들의 중세 연맹체였다. 이들은 샤를마뉴가 게르만계 작센족과 슬라브계 벨레티족을 공격할 때 그와 동맹을 맺었고, 트라스코(Thrasco) 군주의 지휘 하에 798년 보른회베트 전투에서 작센족을 패퇴시키기도 했다. 아직 이교를 믿던 작센인들은 대제에 의해 분산되었고 오보트리티는 보상으로 구 홀슈타인의 일부 지역을 하사받았으나, 머지 않아 데인인들이 침공해 오며 다시 이 지역을 잃게 되었다. 1167년 오보트리티의 군주이던 프리비슬라프(Pribislaw)가 하인리히 사자공에 의해 복위된 후 독일화된 메클렌부르크가를 창설하며 오보트리티 통치 체제는 폐지되었다.